# ليونارد تومسون
ليونارد تومسون (بالإنجليزية: Leonard Thompson)‏ (18 فبراير 1901 بشفيلد في المملكة المتحدة - 26 أغسطس 1968) هو لاعب كرة قدم بريطاني (وحمل سابقاً جنسية المملكة المتحدة لبريطانيا العظمى وأيرلندا) في مركز مهاجم داخلي. لعب مع برمنغهام سيتي وسوانزي سيتي وكريستال بالاس ونادي أرسنال ونادي بارنسلي وIslington Corinthians F.C. ‏.